# Luis Díez del Corral
Luis Díez del Corral y Pedruzo (Logronyo, La Rioja, Espanya 1911 - íd. 7 d'abril de 1998) va ser un jurista, escriptor i politòleg espanyol, procurador a Corts Espanyoles durant les dues primeres legislatures del període franquista com a Cap de la Secció d'Ordenació Social i Corporativa de l'Institut d'Estudis Polítics.

## Biografia
Nascut el 5 de juliol de 1911 a la ciutat de Logronyo va estudiar Dret a la Universitat Central de Madrid. Gràcies a una beca de la Junta per a l'Ampliació d'Estudis aconseguí ampliar els seus estudis a les Universitats de Berlín i Friburg.
El 1936 ingressà al Consell d'Estat. Autor de diversos llibres en què s'entrellacen la història i la política, el 1947 va esdevenir catedràtic de Ciències Polítiques a la Universitat Complutense de Madrid.
El 1942 rebé el Premi Nacional de Literatura d'Espanya, i el 1977 ingressà en la Reial Acadèmia de Belles Arts de San Fernando. El 1988 fou guardonat amb el Premi Príncep d'Astúries de Ciències Socials, juntament amb Luis Sánchez Agesta, per la seva contribució excepcional a la història de les idees i les institucions polítiques, i per la seva exemplar docència dins la tradició humanista i liberal.
Va ser membre de la Reial Acadèmia de Belles Arts de San Fernando, la Reial Acadèmia de la Història i President de la Reial Acadèmia de Ciències Morals i Polítiques, així com doctor honoris causa per la Sorbona.
Díez del Corral morí a Madrid el 7 d'abril de 1998.

## Obres publicades
- Mallorca, 1942, Premi Nacional de Literatura
- El liberalismo doctrinario, 1945
- El rapto de Europa. Una interpretación histórica de nuestro tiempo, 1954
- De historia y política, 1957
- Del viejo al nuevo mundo, 1963
- La mentalidad política de Tocqueville con especial referencia a Pascal, 1971
- La monarquía de España en el pensamiento político europeo. De Maquiavelo a Humboldt, 1976
- Velázquez, la monarquía e Italia, 1979
- El pensamiento político de Tocqueville, 1989